# Showgirl: The Greatest Hits Tour
Showgirl: The Greatest Hits Tour – trasa koncertowa australijskiej piosenkarki Kylie Minogue.

## Wykonywane piosenki
- Overture

Act 1: Showgirl
- Better the Devil You Know
- In Your Eyes
- Giving You Up
- On a Night Like This

Act 2: Smiley-Kylie
- Shocked
- What Do I Have to Do?
- Spinning Around

Act 3: Denial
- In Denial
- Je Ne Sais Pas Pourquoi
- Confide in Me

Act 4: What Kylie Wants, Kylie Gets
- Red Blooded Woman
- Slow
- Please Stay

Act 5: Dreams
- Over the Rainbow
- Come into My World
- Chocolate
- I Believe in You
- Dreams

Act 6: Kyliesque
- Hand on Your Heart
- The Loco-Motion
- I Should Be So Lucky
- Your Disco Needs You

Act 7: Minx in Space
- Put Yourself in My Place
- Can't Get You Out of My Head

Encore
- Especially for You
- Love at First Sight